# Stanislav Horuna
Stanislav Mykolajovyč Horuna (ukrajinsky Станіслав Миколайович Горуна, * 1. března 1989 Lvov) je ukrajinský karatista. Soutěží v kumite ve váze do 75 kg. Je členem klubu Union Lvov a jeho trenérem je Anton Nikulin. Závodnímu karate se věnuje také jeho mladší bratr Jaroslav Horuna. 
Vyhrál celkové pořadí Karate1 Premier League v letech 2013, 2014 a 2017. V roce 2014 získal stříbrnou medaili na mistrovství Evropy v karate a bronz na mistrovství světa v karate. Na Světových hrách 2017 zvítězil v kategorii do 75 kilogramů. V roce 2019 obsadil v hlasování o nejlepšího sportovce Mezinárodní asociace Světových her druhé místo za indickou pozemkářkou Rani Rampalovou. Vyhrál také Evropské hry v roce 2019, kde ve finále zdolal favorizovaného Rafaela Aghajeva z Ázerbájdžánu. Na Letních olympijských hrách 2020 v japonském Tokiu získal v kategorii do 75 kg bronzovou medaili, v semifinále ho vyřadil Ital Luigi Busà. V roce 2021 se stal mistrem Evropy po dalším vítězství nad Aghajevem. Na Světových hrách 2022 vybojoval stříbrnou medaili. V roce 2023 se podílel na titulu mistrů Evropy v týmové soutěži pro Ukrajinu.
Horuna vystudoval práva na Lvovské univerzitě, pracoval jako advokát a od roku 2018 podniká v maloobchodě. Byl zvolen zastupitelem Lvovského rajónu za stranu Svépomoc. Po ruské invazi na Ukrajinu vstoupil do armády.